# إيفان فيربا
إيفان فيربا (بالإنجليزية: Ivan Vrba)‏ مواليد 15 يونيو 1977 في زلين، التشيك، هو دراج تشيكي في صنف سباق الدراجات على المضمار. شارك في دورة الألعاب الأولمبية الصيفية.

## الميداليات
| الميدالية | المسابقة                               |
| --------- | -------------------------------------- |
| برونزية   | بطولة العالم للدراجات على المضمار 2004 |

## روابط خارجية
- إيفان فيربا على موقع أرشيف الدراجات (الإنجليزية)
- إيفان فيربا على موقع أوليمبيديا (الإنجليزية)
- إيفان فيربا على موقع اللجنة الأولمبية التشيكية (التشيكية)